# Oxyagrion microstigma
Oxyagrion microstigma là một loài chuồn chuồn kim trong họ Coenagrionidae.
Oxyagrion microstigma được Selys miêu tả khoa học năm 1876.